# 2. HNL 2011/12
Die 2. HNL 2011/12 war die 21. Spielzeit der zweiten kroatischen Fußballliga. Die Saison begann am 19. August 2011 und endete am 20. Mai 2012.

## Modus
Die zwei Absteiger der vergangenen Saison wurden nur durch einen Aufsteiger ersetzt. Von den beiden Mannschaften, die eine Zweitligalizenz bekommen hatten, erreichte NK Segesta Sisak nur den achten Platz in der 3. HNL. Somit stieg mit NK Radnik Sesvete nur ein Team in die 2. HNL auf.
Die 15 Mannschaften spielten im Verlauf der Saison zweimal gegeneinander; einmal zu Hause und einmal auswärts. Somit bestritt jedes Team 28 Spiele.
NK Dugopolje wurde Meister, konnte aber nicht alle Voraussetzungen für die 1. HNL erfüllen und musste in der zweiten Liga bleiben. Drei Mannschaften stiegen ab.

## Vereine
| Verein                  | Stadt          | Stadion                    | Kapazität |
| ----------------------- | -------------- | -------------------------- | --------- |
| NK Hrvatski dragovoljac | Zagreb         | Stadion NŠC Stjepan Spajić | 5.000     |
| NK Rudeš                | Zagreb         | ŠC Rudeš                   | 2.500     |
| NK Naftaš HAŠK Zagreb   | Zagreb         | ŠRC Peščenica              | 3.000     |
| NK Croatia Sesvete      | Sesvete        | Stadion ŠRC Sesvete        | 1.800     |
| NK Radnik Sesvete       | Sesvete        | svetok Josip Radnik        | 1.200     |
| Međimurje Čakovec       | Čakovec        | Stadion SRC Mladost        | 8.000     |
| NK Solin                | Solin          | Pokraj Jadra               | 4.000     |
| HNK Gorica              | Velika Gorica  | Gradski Stadion            | 8.000     |
| NK Marsonia 1909        | Slavonski Brod | Stanko Vlajnić-Dida        | 2.000     |
| NK Junak Sinj           | Sinj           | Gradski Stadion            | 3.096     |
| NK Imotski              | Imotski        | Stadion Gospin dolac       | 4.000     |
| NK Pomorac Kostrena     | Kostrena       | Žuknica                    | 3.000     |
| NK Vinogradar           | Jastrebarsko   | Mladina                    | 2.000     |
| NK Dugopolje            | Dugopolje      | Stadion Hrvatski vitezovi  | 5.200     |
| NK Mosor Žrnovnica      | Žrnovnica      | Stadion u Pricviću         | 3.000     |

## Abschlusstabelle
| Pl. | Verein                      | Sp. | S  | U  | N  | Tore    | Diff. | Punkte |
| --- | --------------------------- | --- | -- | -- | -- | ------- | ----- | ------ |
| 1.  | NK Dugopolje                | 28  | 17 | 6  | 5  | 050:270 | +23   | 57     |
| 2.  | NK Pomorac Kostrena         | 28  | 18 | 2  | 8  | 063:300 | +33   | 56     |
| 3.  | NK Mosor Žrnovnica          | 28  | 15 | 7  | 6  | 036:160 | +20   | 52     |
| 4.  | NK Vinogradar               | 28  | 15 | 5  | 8  | 047:320 | +15   | 50     |
| 5.  | NK Imotski                  | 28  | 11 | 9  | 8  | 026:210 | +5    | 42     |
| 6.  | NK Rudeš                    | 28  | 11 | 8  | 9  | 042:330 | +9    | 41     |
| 7.  | HNK Gorica                  | 28  | 10 | 10 | 8  | 027:240 | +3    | 40     |
| 8.  | NK Hrvatski dragovoljac (A) | 28  | 10 | 10 | 8  | 036:370 | −1    | 40     |
| 9.  | NK Radnik Sesvete (N)       | 28  | 10 | 9  | 9  | 034:310 | +3    | 39     |
| 10. | NK Junak Sinj               | 28  | 10 | 9  | 9  | 029:270 | +2    | 39     |
| 11. | NK Solin                    | 28  | 10 | 5  | 13 | 035:450 | −10   | 35     |
| 12. | NK Marsonia 1909            | 28  | 8  | 6  | 14 | 025:500 | −25   | 30     |
| 13. | Međimurje Čakovec           | 28  | 5  | 7  | 16 | 031:600 | −29   | 22     |
| 14. | NK Naftaš HAŠK Zagreb       | 28  | 6  | 3  | 19 | 033:520 | −19   | 21     |
| 15. | NK Croatia Sesvete 1        | 28  | 4  | 4  | 20 | 023:520 | −29   | 16     |

Platzierungskriterien: 1. Punkte – 2. Tordifferenz – 3. geschossene Tore

| (A) | Absteiger aus der 1. HNL 2010/11  |
| (N) | Aufsteiger aus der 3. HNL 2010/11 |

## Torschützenliste
| Pl. | Name            | Mannschaft          | Tore |
| --- | --------------- | ------------------- | ---- |
| 1.  | Alen Guć        | NK Dugopolje        | 16   |
| 2.  | Ivor Weitzer    | NK Pomorac Kostrena | 14   |
| 3.  | Ivan Čurić      | NK Mosor Žrnovnica  | 12   |
| 3.  | Martin Šaban    | NK Pomorac Kostrena | 12   |
| 3.  | Nikola Bucković | NK Vinogradar       | 12   |
| 6.  | Hrvoje Tokić    | NK Vinogradar       | 10   |
| 6.  | Mario Ćubel     | NK Rudeš            | 10   |